# Stanisław Salaterski

Wappen von Stanisław Salaterski

Stanisław Salaterski (* 4. November 1954 in Lipnica Murowana, Niederschlesien, Polen) ist ein polnischer Geistlicher und römisch-katholischer Weihbischof in Tarnów.

## Leben
Stanisław Salaterski trat 1973 in das Priesterseminar des Bistums Tarnów ein und empfing am 31. Mai 1981 das Sakrament der Priesterweihe durch Bischof Jerzy Karol Ablewicz. Nach Kaplansjahren in der Diözese studierte er von 1984 bis 1988 an der Katholischen Universität Lublin, wo er in Kirchengeschichte promoviert wurde. In der folgenden Zeit war er unter anderem Dozent für Kirchengeschichte an der Katholischen Universität Lublin und Diözesanjugendseelsorger in Tarnów. Seit 1995 war Salaterski Dompfarrer an der Kathedrale des Bistums Tarnów. Im Jahr 2008 verlieh ihm Papst Benedikt XVI. den Ehrentitel Päpstlicher Ehrenkaplan (Monsignore).
Am 14. Dezember 2013 ernannte ihn Papst Franziskus zum Titularbischof von Tigillava und zum Weihbischof in Tarnów. Die Bischofsweihe spendete ihm der Bischof von Tarnów, Andrzej Jeż, am 25. Januar des folgenden Jahres. Mitkonsekratoren waren der Apostolische Nuntius in Polen, Erzbischof Celestino Migliore, und der emeritierte Weihbischof in Tarnów, Władysław Bobowski.